# Карл X (король Франції)
Карл X (фр. Charles X; 9 жовтня 1757, Версаль — 6 листопада 1836, Ґерц, Австрія, нині Гориція в Італії) — король Франції з 1824 по 1830 роки, останній представник старшої лінії Бурбонів на французькому престолі, що реально правив країною.

## Юність
Онук Людовика XV, син дофіна Людовика, померлого 1765 року, молодший брат Людовика XVI і графа Прованського (майбутнього Людовика XVIII). З народження до вступу на престол мав титул графа д'Артуа (фр. Comte d’Artois).
16 листопада 1773 року 16-ти річний Карло X одружився з принцесою Марією Терезою Савойською, донькою Віктора Амадея III, короля Сардинії, та Марії Антонієтти Іспанської. У пари було четверо дітей – двоє синів і дві доньки, але дочки не пережили дитинства. Тільки старший син пережив свого батька. Рано ставши батьком двох синів, герцога Ангулемського і герцога Беррійського, й двох померлих у дитинстві дочок, граф д'Артуа розвівся з дружиною.

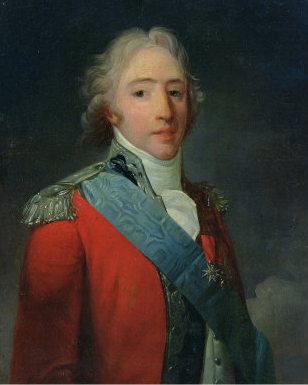
Карл X в молодості

На відміну від старших братів, добропорядних, слабохарактерних і з ранніх літ повних, молодий Карл був красивим, душею всіх компаній та дамським звабником. Зрештою жінкою життя Карла стала мадам де Поластрон.
Карл був переконаним противником демократії й збільшення повноважень Третього стану; це було причиною його непопулярності, і, напевно, чутки про зв'язки з Марією-Антуанеттою були запущені його політичним противниками. Тим не менш, він підтримував деякі реформи, направлені на зміцнення економіки Франції в передреволюційний період. Спочатку 1789 року граф д'Артуа настільки різко критикував революційні Національні збори, що Людовік XVI іронічно назвав молодшого брата «більшим роялістом, ніж сам король» (фр. plus royaliste que le roi); ці слова увійшли до приказки.

## Родина
Дружина —  Марія Тереза Савойська, донька Віктора Амадея III, короля Сардинії
Діти: 
- Луї Антуан (1775—1844), також відомий як король Людовик XIX. Одружений з двоюрідною сестрою Марією Терезою Шарлотою.
- Софія, мадемуазель д'Артуа (1776–1783), померла в дитинстві.
- Шарль-Фердинанд д'Артуа (1778–1820), одружений з Марією-Кароліною Бурбон-Сицильською, мав дітей.
- Марія Тереза, мадемуазель д'Ангулем (1783–1783), померла в дитинстві.